# Paul Aron
Pavel Aron (n. 1956, région métropolitaine de Bruxelles, Valonia, Belgia) este un profesor și cercetător științific de literatură belgiană și franceză. Doctor în filosofie și arte al Universității Libere din Bruxelles, el este director de cercetare al Fondului Național pentru cercetare științifică (FNRS) și profesor de literatură și teorie literară la Universitatea Liberă din Bruxelles. Domeniul său de interes este istoria vieții literare, în principal din secolele al XIX-lea și al XX-lea, relațiile dintre arte și între presă și literatură.

## Scrieri
Cărți
- Les écrivains belges et le socialisme, 1880-1913 : L'expérience de l'art social, d'Edmond Picard à Émile Verhaeren, Bruxelles, Labor, « Archives du futur », 1985.
- La Mémoire en jeu. Une histoire du théâtre de langue française en Belgique, Bruxelles, La Lettre volée-Théâtre National de la Communauté française, 1995.
- cu Gisèle Sapiro și Frédérique Matonti (dir.), « Le Réalisme socialiste en France », Sociétés & Représentations, 15 décembre 2002.
- cu Denis Saint-Jacques și Alain Viala (dir.), Le Dictionnaire du littéraire, PUF, « Grands dictionnaires », 2002 ; rééd. , PUF, « Quadrige dicos poche », 2004; rééd. , PUF, « Quadrige dicos poche », 2010.
- Du pastiche, de la parodie et de quelques genres connexes, neuf études réunies et publiées par Paul Aron, Québec, Nota Bene, 2005.
- L'enseignement littéraire, PUF, « Que sais-je ? », 2005.
- La littérature prolétarienne en Belgique francophone depuis 1900, Bruxelles, Labor, « Espace Nord », 2006.
- cu Cécile Vanderpelen-Diagre, Vérités et mensonges de la collaboration. Trois écrivains racontent « leur » guerre, Bruxelles, Labor, 2006.
- La littérature prolétarienne en Belgique francophone depuis 1900, Seconde édition revue, Bruxelles, Labor, 2006.
- cu Alain Viala, Sociologie de la littérature, PUF, « Que sais-je ? », 2006.
- cu Alain Viala, Les 100 mots du littéraire, PUF, « Que sais-je ? », 2008.
- Dictionnaire de la Seconde Guerre mondiale en Belgique (dir., cu José Gotovitch), Bruxelles, André Versaille éditeur, 2008, 527 p.
- Histoire du pastiche, PUF, « Littéraires (Les) », 2008.
- avec Jacques Espagnon, Répertoire des pastiches et parodies littéraires de langue française aux XIX×10{{{1}}} et XX×10{{{1}}} siècles, Paris, PUPS, 2009, 564 p. Prix du SLAM 2010.
- cu Françoise Chatelain, Manuel et anthologie de la littérature belge à l’usage des classes terminales de l’enseignement secondaire, Bruxelles, Le Cri, 2008, 274 p. Deux. éd, 2009-2010.
- cu Jean-Pierre Bertrand, Les 100 mots du surréalisme, Paris, PUF, 2010, 128 p. (coll. « Que sais-je ? »).
- cu Jean-Pierre Bertrand, Les 100 mots du symbolisme, Paris, PUF, 2011, 128 p. (coll. « Que sais-je ? »).
- cu Cécile Vanderpelen-Diagre, Edmond Picard (1836-1924). Un bourgeois socialiste belge à la fin du dix-neuvième siècle. Essai d'histoire culturelle, Bruxelles, Musées royaux des Beaux-Arts de Belgique, "Thèses et Essais", 2013.
- Anthologie du surréalisme belge. Textes réunis et présentés par Paul Aron et Jean-Pierre Bertrand, Bruxelles, Les Impressions nouvelles, coll. Espace Nord, 2015, 252 p.
- « Bruxelles, une géographie littéraire », Dossier sous la direction de Paul Aron et Laurence Brogniez, Textyles, 47, 2015.
- « Le naturalisme belge », Dossier des Cahiers naturalistes, ss la dir. de Paul Aron et Clara Sadoun-Edouard, n° 90 septembre 2016, 267 p.
- sub pseudonimul Roy Pinker, cu Yoan Vérilhac, Faire sensation. De l’enlèvement du bébé Lindbergh au Barnum médiatique, Marseille, Agone, 2017.
- « Le sens du social », Dossier dirigé par Paul Aron et Jean-Pierre Bertrand, Revue Romantisme, 175, 2017/1.
- Verhaeren en son temps, Dossier dirigé par Paul Aron et Jean-Pierre Bertrand, Textyles 50-51, 274 p. ☂
- (Re)faire de l'histoire littéraire, Paris, Aniwbe, coll. Liziba, 2017 ISBN 9782916121888

Articole
- Les sources belges de Dracula, Le carnet et les instants, 2013, n° 178, p. 14-21.